# Pere Berneç
Pere Berneç fue un orfebre y platero valenciano del siglo XIV cuyo estilo cuenta con influencias sienesas. Realizó para la corte de Pedro III el Ceremonioso diversos sellos, vajillas así como la espada de la coronación. 

## Obra
Realizó los retablos de plata y esmaltes para la capilla del Palacio Real de Barcelona (1360), y los de las catedrales de Valencia y Mallorca, el último en colaboración con Pere Perpinyà, todos ellos desaparecidos. A él se debe el retablo del altar mayor de la catedral de Gerona, en colaboración con Ramón Andreu, donde realiza el bancal y los pináculos (1358). También ejecutó para esta catedral los esmaltes para una Vera Cruz (hacia 1350), la Cruz de esmaltes (hacia 1350-1360) y una cruz procesional de uso claustral (hacia 1357-1360). Se le atribuye la cruz gótica de la colegiata de Játiva. Desde 1376 compartió los encargos reales con su discípulo Bertomeu Coscolla.
- Datos: Q6072228